# Kraftwerk Gloggnitz
Das Kraftwerk Gloggnitz ist ein historisches, 1897 erbautes Kleinwasserkraftwerk. Es befindet sich an der Adresse Reichenauer Straße 20 am nordwestlichen Stadtrand in der Stadtgemeinde Gloggnitz im Bezirk Neunkirchen, Niederösterreich. Das Wasserkraftwerk steht unter Denkmalschutz.
Nach dem Bau versorgte das Kraftwerk zunächst die Holzschleiferei von Heinrich Gamperl mit elektrischer Energie, in Folge auch die benachbarte Papierfabrik in Schlöglmühl für den Antrieb von Papiermaschinen. Im Jahr 1924 ging das Kraftwerk in das Eigentum der Papierfabrik Schlöglmühl über, in dieser Zeit wurde das Kraftwerk von der Grazer Maschinenfabrik Andritz modernisiert. 1984 wurde das Kraftwerk an die EVN AG (mit Stand 2023: evn Naturkraft) verkauft und in der technischen Einrichtung erneuert. Nach der Modernisierung weist das Kraftwerk eine Engpassleistung von 290 kW auf und besteht im Wesentlichen aus einer Francis-Turbine und einem Asynchrongenerator.
Das kleine zweigeschoßige späthistoristische Kraftwerksgebäude mit einem Zinnentürmchen ist ein Ziegelbau mit Putzrustika.